# Djamel Zidane
Djamel Zidane, född 28 april 1955, är en algerisk fotbollsspelare (anfallare) och landslagsman. Zidane spelade bland annat i belgiska KV Kortrijk.
Han deltog i VM 1982 i Spanien och VM 1986 i Mexiko, och spelade totalt 15 landskamper för Algeriet samt gjorde fyra mål.
Trots att han delar efternamn med Zinédine Zidane är de inte släkt.

## Klubbar
- USM Alger (1967-76)
- AS Corbeil-Essonnes (Frankrike, 1976-77)
- KFC Eeklo (Belgien, 1977-78)
- Saint-Niklase SK (Belgien, 1978-80)
- KV Kortrijk (Belgien, 1980-84)
- KSV Waterschei (Belgien, 1984-87)
- AC Paizay-le-Sec (Frankrike, 1987-90)